# Cynorta annulata
Cynorta annulata is een hooiwagen uit de familie Cosmetidae.